# Boerenpartij

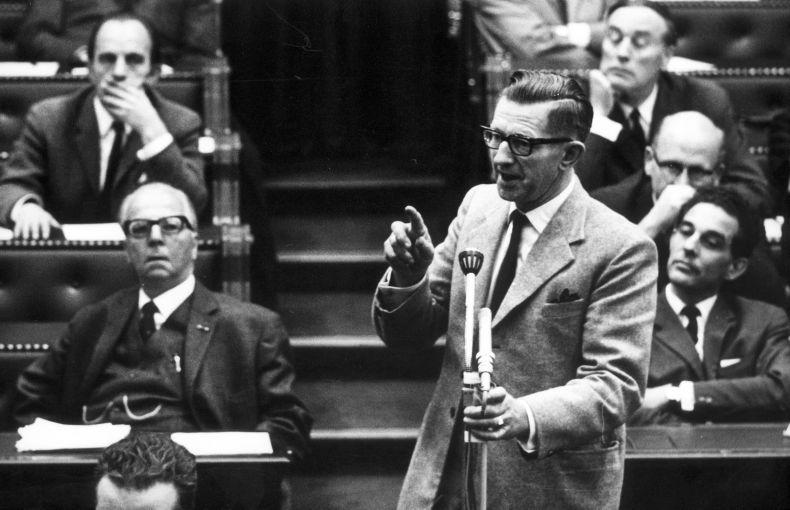
Hendrik Koekoek am 12. Oktober 1966 in der Zweiten Kammer, als er die anderen Parteien beschuldigte, ehemalige NSB-Mitglieder in ihren Reihen zu haben

Boerenpartei (Bauernpartei) hieß eine niederländische Partei, die von 1963 bis 1981 mit bis zu sieben Sitzen (von 150) im Parlament vertreten war. Parteiführer war der Bauer Hendrik Koekoek, ein ehemaliges Mitglied der konservativen Christelijk-Historische Unie.

## Gründung und Erfolge
Die Bauernpartei richtete sich gegen Regierungseinmischung in die Landwirtschaft und wurde 1959 in das Wahlregister eingetragen. Als rechte Protestpartei gewann sie ab Mitte der 1960er Jahre allerdings auch Anhänger aus dem Mittelstand und Stadtbewohnern, die mit der gesellschaftlichen Entwicklung damals unzufrieden waren. Damit ist sie durchaus vergleichbar mit der späteren Lijst Pim Fortuyn oder der 2023 erfolgreichen BoerBurgerBeweging.

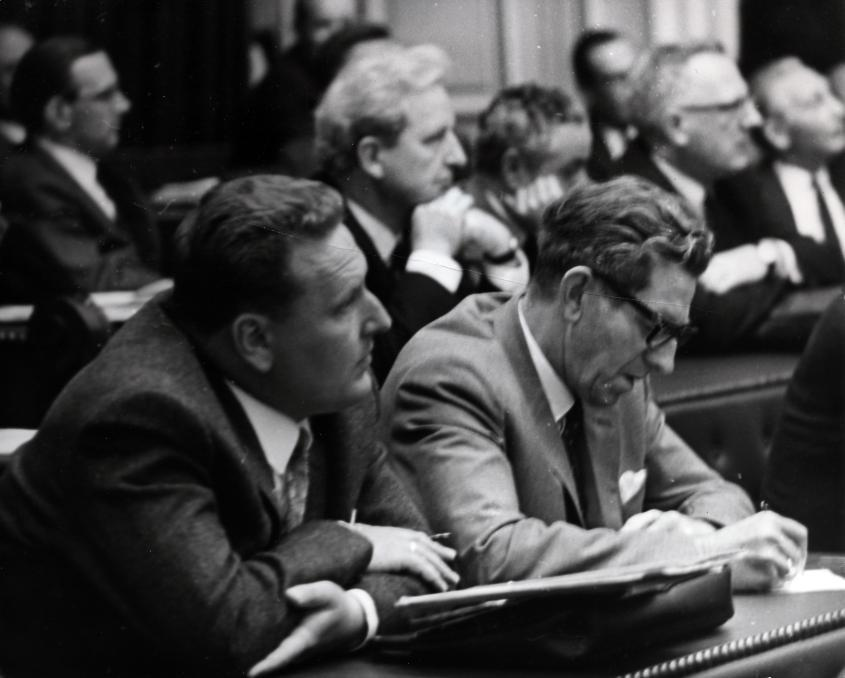
Nico Verlaan und Koekoek in der Kammer 1968

Ihr bestes Resultat erzielte die Partei bei den Wahlen zu den Provinciale Staten 1966, 6,7 Prozent. Bei den Gemeinderatswahlen zwei Monate später war es in einzelnen Städten teils besser; die Parlamentswahl 1967 erbrachte 4,7 Prozent. Für die damalige Zeit mit ihren relativ stabilen politischen Verhältnissen galten diese Ergebnisse als außerordentlich gut. Allerdings hatte die Partei damals bereits ihren Höhepunkt erreicht. Interne Konflikte, Abspaltungen und Skandale um Mitglieder mit nationalsozialistischer Vergangenheit trugen zum Niedergang der Partei bei.

## Niedergang und Lokalpartei
Bei der Parlamentswahl 1977 erhielt die Bauernpartei nur noch einen Sitz, 1981 nahm sie erfolglos unter dem Namen Rechtse Volkspartij teil. In der Gemeinde Heerde gibt es jedoch noch eine Ratsfraktion. Die Gemeinderatswahl 2010 brachte ihr drei Sitze, davor waren es vier.